# Stevens Creek Bridge
Le Stevens Creek Bridge est un pont en arc américain dans le comté de Lewis, dans l'État de Washington. Ce pont routier construit dans le style rustique du National Park Service en 1940-1941 permet à la Stevens Canyon Road de franchir la Stevens Creek au sein du parc national du mont Rainier. C'est une propriété contributrice au Mount Rainier National Historic Landmark District depuis l'inscription de ce district historique au Registre national des lieux historiques le 18 février 1997.